# Список втрачених природоохоронних територій Львівської області
Станом 2020 рік в області нарахувувалось 193 об'єкти природно-заповідного фонду, статус яких було скасовано. З них 158 об'єктів площею 889,78 га втратили свій статус і 35 об'єктів площею 30 590,81 га увійшли у склад інших об'єктів ПЗФ. Таким чином, було втрачено 0,52 % від сумарної площі усіх створених заповідних території Львівській області та 32,9 % від кількості створених об'єктів.
| Назва та категорія                                    | Розташування                     | Рішення про створення (зміну)                                 | Рішення про скасування                                        | Опис |
| ----------------------------------------------------- | -------------------------------- | ------------------------------------------------------------- | ------------------------------------------------------------- | --- |
| Вікова липа ботанічна пам'ятка природи                | Яворівський район, с. Страдч.    | Рішення Львівської обласної ради від 9 жовтня 1984 року № 495 | Рішення Львівської обласної ради від 15 жовтня 2002 року № 56 | Створена з метою збереження дерева липи. Перебувала у віданні Страдчанського виробничого лісокомбінату. Причина скасування: дерево зламане вітровалом.                                                                          |
| Вікова сосна ботанічна пам'ятка природи               | Яворівський район, с. Страдч.    | Рішення Львівської обласної ради від 9 жовтня 1984 року № 495 | Рішення Львівської обласної ради від 15 жовтня 2002 року № 56 | Створена з метою збереження дерева сосни звичайної. Перебувала у віданні Страдчанського виробничого лісокомбінату. Причина скасування: дерево увійшло до складу природного заповідника Розточчя.                                |
| Віковий дуб ботанічна пам'ятка природи                | Яворівський район, смт Краковець | Рішення Львівської обласної ради від 9 жовтня 1984 року № 495 | Рішення Львівської обласної ради від 15 жовтня 2002 року № 56 | Створена з метою збереження дерева дуба звичайного. Перебувала у віданні Краковецької селищної ради. Причина скасування: дерево знищене блискавкою.                                                                             |
| Група акацій бородавчастих ботанічна пам'ятка природи | м. Стрий, вул. Шевченка, 75.     | Рішення Львівської обласної ради від 9 жовтня 1984 року № 495 | Рішення Львівської обласної ради від 15 жовтня 2002 року № 56 | Створена з метою збереження дерева виду псевдоакації. Перебувала у віданні Стрийського міського комбінату комунальних підприємств. Причина скасування: дерева стали трухляві і всихали, через що перебували у аварійному стані. |
| Група дерев ботанічна пам'ятка природи                | м. Стрий, вул. Шевченка 101.     | Рішення Львівської обласної ради від 9 жовтня 1984 року № 495 | Рішення Львівської обласної ради від 15 жовтня 2002 року № 56 | Площа 0,05 га. Створена з метою збереження групи дерев. Перебувала у віданні Стрийського міського комбінату комунальних підприємств. Причина скасування: дерева знищені вітровалом.                                             |
| Модрина ботанічна пам'ятка природи                    | м. Стрий, вул. Шевченка 2.       | Рішення Львівської обласної ради від 9 жовтня 1984 року № 495 | Рішення Львівської обласної ради від 15 жовтня 2002 року № 56 | Створена з метою збереження дерева виду модрини європейської. Перебувала у віданні Стрийського міського комбінату комунальних підприємств. Причина скасування: всихання дерева.                                                 |
| Псевдотсуга ботанічна пам'ятка природи                | м. Львів, вул. Труша, 28.        | Рішення Львівської обласної ради від 9 жовтня 1984 року № 495 | Рішення Львівської обласної ради від 15 жовтня 2002 року № 56 | Створена з метою збереження дерева виду псевдотсуги. Перебувала у віданні міськжитлоуправління м. Львова. Причина скасування: дерево зламане вітровалом.                                                                        |
| Сосна Веймутова ботанічна пам'ятка природи            | м. Львів, вул. Устияновича, 10.  | Рішення Львівської обласної ради від 9 жовтня 1984 року № 495 | Рішення Львівської обласної ради від 15 жовтня 2002 року № 56 | Створена з метою збереження дерева виду сосни Веймутової. Перебувала у віданні міськжитлоуправління м. Львова. Причина скасування: дерево знаходилось в аварійному стані та всихає.                                             |
| Сосна Веймутова ботанічна пам'ятка природи            | м. Яворів, стадіон «Колос».      | Рішення Львівської обласної ради від 9 жовтня 1984 року № 495 | Рішення Львівської обласної ради від 15 жовтня 2002 року № 56 | Створена з метою збереження дерева виду сосни Веймутової. Перебувала у віданні міськомунгоспу м. Яворів. Причина скасування: всихання дерева.                                                                                   |
| Сосна Веймутова ботанічна пам'ятка природи            | м. Стрий, вул. Шевченка 18.      | Рішення Львівської обласної ради від 9 жовтня 1984 року № 495 | Рішення Львівської обласної ради від 15 жовтня 2002 року № 56 | Створена з метою збереження дерева виду сосни Веймутової. Перебувала у віданні Стрийської середньої школи № 2. Причина скасування: дерево всихає та стало аварійнонебезпечним.                                                  |
| Ясен білоцвітний ботанічна пам'ятка природи           | м. Львів, вул. Паркова, 16.      | Рішення Львівської обласної ради від 9 жовтня 1984 року № 495 | Рішення Львівської обласної ради від 15 жовтня 2002 року № 56 | Створена з метою збереження дерева виду ясену білоцвітого. Перебувала у віданні міськжитлоуправління м. Львова. Причина скасування: дерево знаходилось в аварійному стані та нахилилось над лініями електропередач.             |

## Галерея

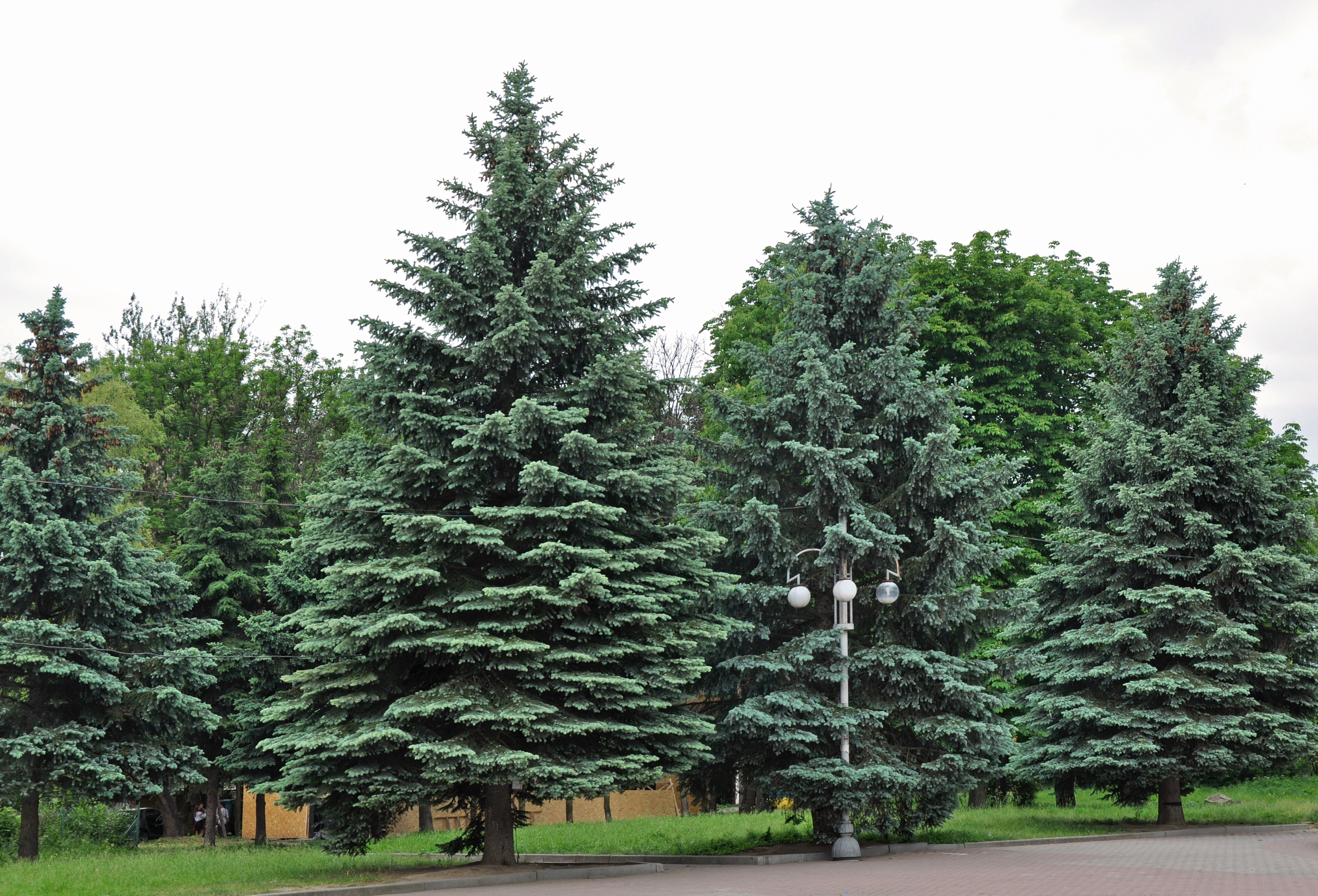
Група дерев у місті Стрий